# Grootegastermolenpolder
De Grootegastermolenpolder is een voormalig waterschap (molenpolder) in de provincie Groningen.
Het waterschap was gelegen tussen de dorpen Lutjegast en Grootegast en weg De Wieren aan de westkant en de Grootegastemertocht aan de oostkant. De noordgrens lag bij de Abel Tasmanweg en de zuidgrens pal ten noorden van Grootegast. De hoge gronden rond de beide gasten (zandruggen) hoorden niet tot het waterschap. De molen stond aan de Grootegastemertocht (de molenromp is nog aanwezig). Het Kolonelsdiep liep door de polder, waardoor deze als het ware in twee stukken was verdeeld. Beide delen waren met elkaar verbonden door een onderleider. 
Waterstaatkundig gezien ligt het gebied sinds 1995 binnen dat van het waterschap Noorderzijlvest.

## Nieuwe natuur
De polder is aangewezen als onderdeel van de ecologische hoofdstructuur van Nederland. In het kader hiervan werd in 2012 gestart met de aanleg van 'nieuwe natuur'. Er worden petgaten, poelen en natuurvriendelijke oevers aangelegd en stuwen en dammen gebouwd om zo de waterhuishouding in het gebied te verbeteren om weidevogels, watervogels, insecten en amfibieën te trekken.